# Волчански Рути
Волчански Рути (на словенски: Volčanski Ruti) е село в Словения, регион Горишка, община Толмин. Според Националната статистическа служба на Република Словения през 2015 г. селото има 14 жители.